# André Courrèges

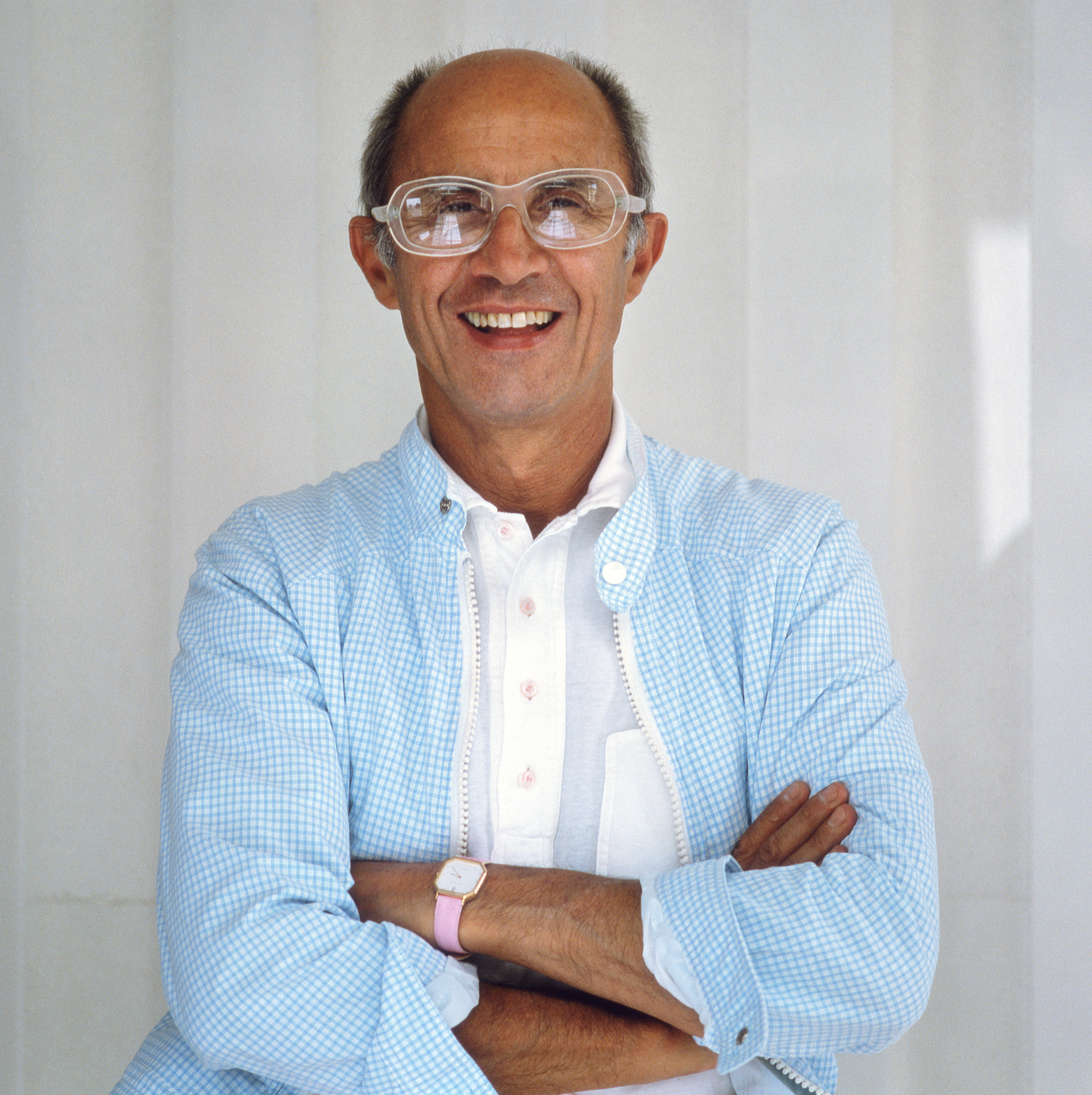
André Courrèges (1985)

André Courrèges (* 9. März 1923 in Pau; † 7. Januar 2016 in Neuilly-sur-Seine) war ein französischer Modedesigner.

## Leben
André Courrèges studierte Bauingenieurwesen sowie Brückenbau und ging im Alter von 25 Jahren nach Paris, um für das Modehaus Jeanne Lafaurie zu arbeiten. Nach einigen Monaten wechselte er zum Pariser Modehaus des spanischen Designers Balenciaga und war von 1950 bis 1961 Balenciagas Assistent. Dort erhielt er eine Ausbildung im Bereich Modedesign.
Im Jahr 1961 eröffnete Courrèges zusammen mit Jacqueline Barrière, seiner späteren Ehefrau, ein ganz in Weiß gehaltenes Atelier in der Avenue Kléber 48 in Paris. 1965 siedelte das Atelier in die vornehme Rue François 1er 40 über.
1967, nachdem Courrèges sein Haus kurzfristig geschlossen hatte, legte er sich auf drei Hauptsparten fest: „Prototype“ (Maßarbeit), „Couture Future“ (teure Luxuskonfektion) und „Hyperbole“ (preisgünstiges Prêt-à-porter) sowie Badeartikel und Accessoires.
1972 stattete er die französischen Teilnehmer der Olympischen Sommerspiele in München aus. Ab 1973 entwarf Courrèges auch Herrenmode und eröffnete 1974 ein Geschäft in New York, worauf Geschäftseröffnungen in weiteren Metropolen folgten.
1984 kaufte die japanische Itokin-Gruppe sein Unternehmen. Seit 1993 entwirft Jean-Charles de Castelbajac die Kollektionen von Courrèges.

## Stil und Kreationen
Courrèges hat die Mode der 1960er Jahre stark mit seinen futuristischen, an die Raumfahrt angelehnten Designs geprägt.
Der „Courrèges-Stil“, der als „harter Schick“ charakterisiert wurde, wurde 1964 kreiert und war erfolgreich. Diesem Stil lagen konstruierte Schnitte und ein geometrischer Aufbau zugrunde. Courrèges führte den Mini, den Mary Quant in London zu einem Teil der Straßenmode gemacht hatte, in die Pariser Haute Couture ein. 1965 lancierte er den „Mondmädchen- oder Space-Look“, in Anlehnung an die Weltraumerforschung der 1960er Jahre.
1969 brachte er gestrickte Overalls auf den Markt.
1972 änderte er seinen Stil grundlegend und schlug eine femininere Linie ein.

## Parfum

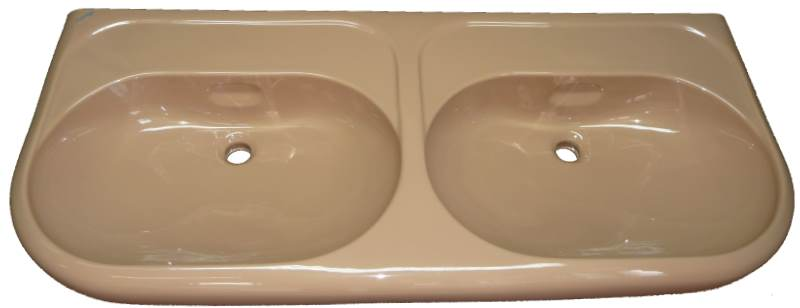

- Empreintes, 1971
- Eau de Courrèges, 1974
- Courrèges pour Hommes, 1977
- Courrèges in Blue, 1983
- Sweet Courrèges, 1993
- Niagara for men, 1995
- Generation, 1996
- 2020, 1997

## Architektur und Design

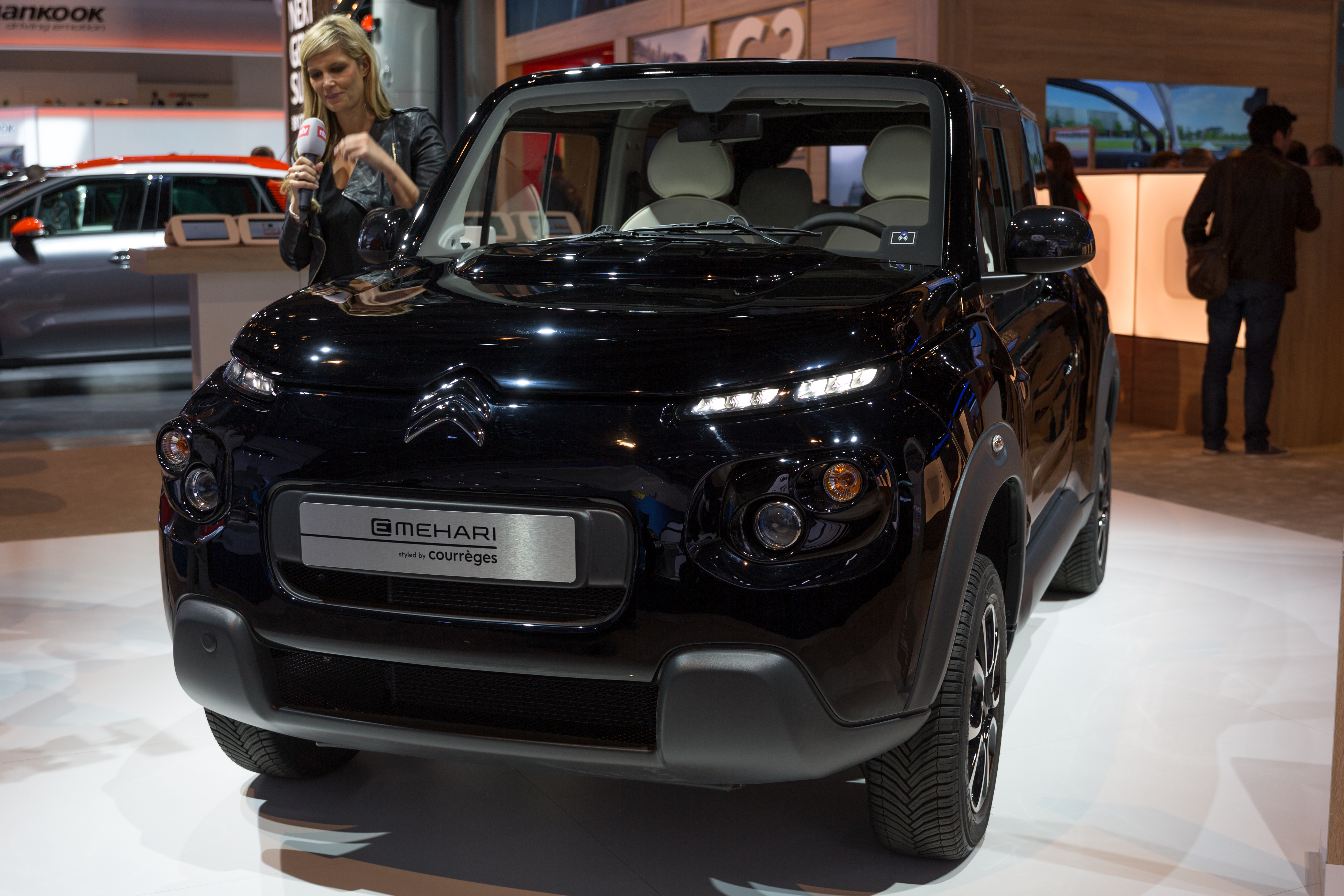
Von Courrèges gestaltetes Freizeitmobil

Ende der 1970er und Anfang der 1980er Jahre schuf André Courrèges für den Sanitärhersteller Keramag eine Serie von Sanitärausstattungen, wie WC-Becken, WC-Sitze mit Deckeln und Waschbecken. Die Serie „Courrèges“ wurde bis Ende 2008 hergestellt. Trotz des großen Erfolges dieser Serie wurde die Herstellung eingestellt, da sich André Courrèges und der Hersteller Keramag nicht über die Höhe der Lizenzgebühren einigen konnten.

## Quelle
- Ingrid Loschek: Reclams Mode- und Kostümlexikon. 5. Auflage, Reclam, Stuttgart 2005.